# Phyllomacromia africana
Phyllomacromia africana – gatunek ważki z rodziny Macromiidae.